# 甘加查拉烏帕齊拉
甘加查拉乌帕齐拉是孟加拉国朗布爾縣的一个乌帕齐拉，位於朗布爾专区的朗布爾縣。。

## 人口
據1991年孟加拉國人口普查，甘加查拉共有戶數37,235戶，人口192336人。其中男性佔比52.04%，女性佔比47.96%；成年人口94,048人。該地7歲以上人口之平均識字率為22.4%。